# Municipio de South Creek (Dakota del Sur)
El municipio de South Creek (en inglés: South Creek Township) es un municipio ubicado en el condado de Jones en el estado estadounidense de Dakota del Sur. En el año 2010 tenía una población de 16 habitantes y una densidad poblacional de 0,17 personas por km².

## Geografía
El municipio de South Creek se encuentra ubicado en las coordenadas 44°2′18″N 100°59′12″O / 44.03833, -100.98667. Según la Oficina del Censo de los Estados Unidos, el municipio tiene una superficie total de 92.58 km², de la cual 92,58 km² corresponden a tierra firme y (0 %) 0 km² es agua.

## Demografía
Según el censo de 2010, había 16 personas residiendo en el municipio de South Creek. La densidad de población era de 0,17 hab./km². De los 16 habitantes, el municipio de South Creek estaba compuesto por el 100 % blancos. Del total de la población el 0 % eran hispanos o latinos de cualquier raza.